# سیب‌زمینی زنگارگون

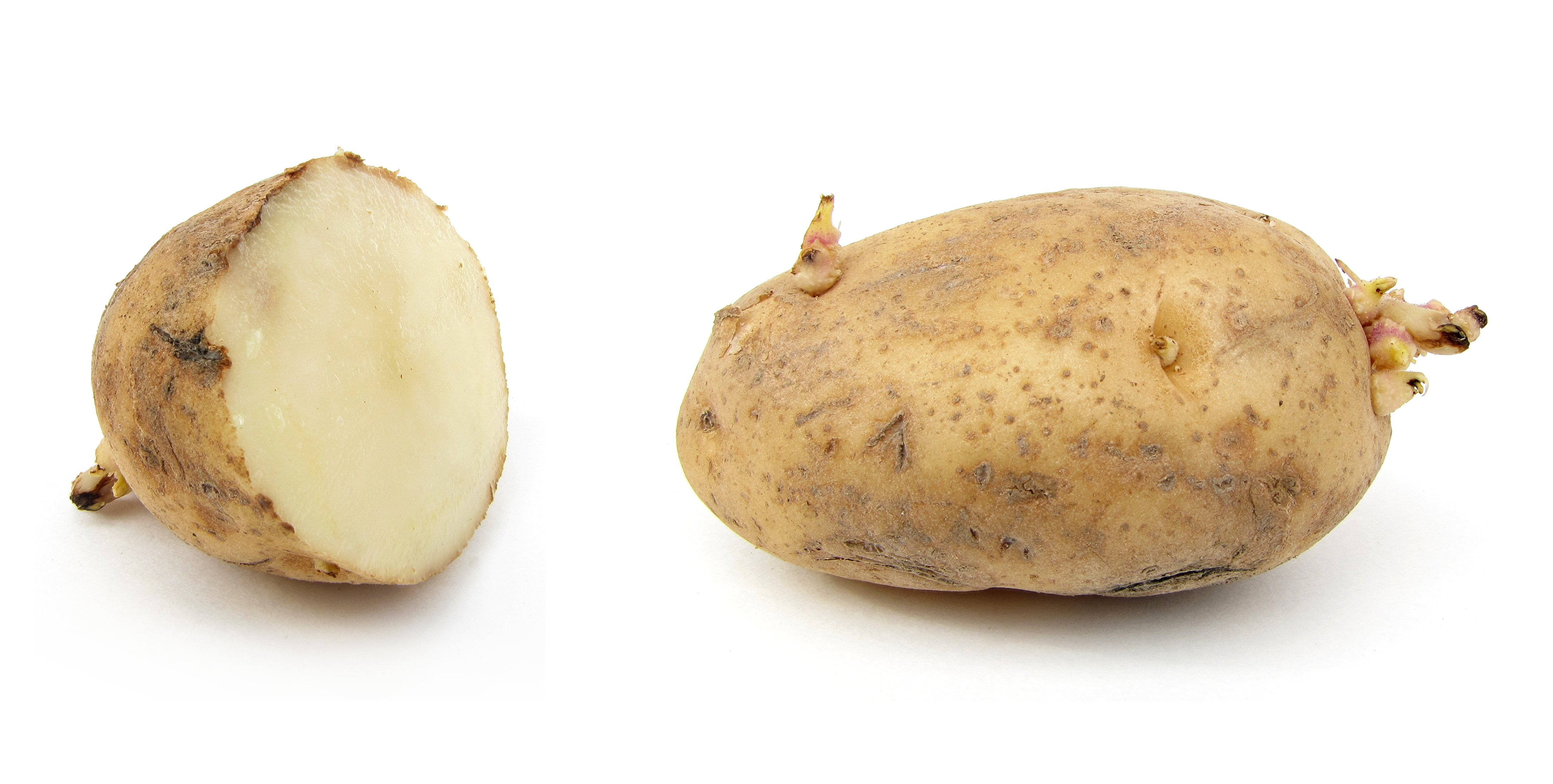
رقم سیب‌زمینی زنگارگون با جوانه

سیب‌زمینی زنگارگون نوعی سیب‌زمینی بزرگ، با پوست قهوه‌ای تیره و چشم‌های کم است. گوشت آن سفید، خشک، نرم و آردآلود است و برای پخت، له کردن و سیب‌زمینی سرخ‌کرده مناسب است. سیب‌زمینی زنگارگون در ایالات متحده با نام سیب‌زمینی آیداهو نیز شناخته می‌شود. 
ارقام با سطوح بالای نشاسته، مانند سیب‌زمینی زنگارگون، برای پختن و پوره مناسب هستند. 